# Jimmy Raney
Jimmy Raney, född 20 augusti 1927 i Louisville i Kentucky, död 10 maj 1995, var en amerikansk jazzgitarrist född mest känd för sitt arbete från 1951-1952 och 1962-1963 med Stan Getz och för sitt arbete från 1953-1954 med Red Norvo trio, där han ersatte Tal Farlow.
Raney spelade också i Artie Shaw Orchestra och samarbetade med Woody Herman i nio månder under 1948. Han samarbetade och spelade in med Buddy DeFranco, Al Haig och även med Bob Brookmeyer. Under 1960-talet fick personliga och professionella problem honom att lämna New York och återvända till sin hemstad, Louisville. Han återvände till storstaden på 1970-talet och arbetade där även med sin son Doug, som också spelar gitarr.

## Diskograi (i urval)
- Visits Paris, vol. 1 (1958)
- Visits Paris, vol. 2 (1958)
- The Influence (1975)
- Live in Tokyo (1976)
- The Master (1983)
- But Beautiful (1990)
- Wisteria (1990)